# Martin Brodeur
Martin Brodeur (ur. 6 maja 1972 w Montrealu) – kanadyjski hokeista, reprezentant Kanady, czterokrotny olimpijczyk.

## Kariera klubowa
- Montréal-Bourassa Collège Fr. (1988-1989)
- Saint-Hyacinthe Laser (1989-1992)
- New Jersey Devils (1992)
- Utica Devils (1992-1993)
- New Jersey Devils (1993-2014)
- St. Louis Blues (2014-2015)

Jego idolem z dzieciństwa był Patrick Roy – jeden z najlepszych bramkarzy w historii NHL. Brodeur został wybrany w drafcie NHL 1990 z numerem 20 przez zespół New Jersey Devils. W latach 1989–1992 grał w zespole ligi QMJHL Saint-Hyacinthe. W zespole Diabłów zadebiutował pod koniec sezonu NHL (1991/1992) 26 marca 1992 roku. Rozegrał wówczas pięć meczów. Na sezon 1992/1992 został przekazany do drużyny Utica Devils w lidze AHL. Następnie powrócił do New Jersey i występuje w klubie nieprzerwanie od sezonu NHL (1993/1994).
Warte zauważenia jest, że jako jeden z nielicznych bramkarzy Brodeur potrafił zdobyć gole. Swoją pierwszą (a piątą w historii NHL strzeloną przez bramkarza) bramkę strzelił przeciwko drużynie Montreal Canadiens, w pierwszym meczu pierwszej rundy play-off w sezonie NHL (1996/1997). Po tym jak rywale wycofali swojego golkipera, Brodeur starał się wybić krążek spod swojej bramki, zaś ten znalazł drogę do bramki. Drugą bramkę strzelił w meczu sezonu zasadniczego zespołowi Philadelphia Flyers w dość dziwnych okolicznościach, ponieważ w wypadku bramki samobójczej gola przyznaje się zawodnikowi z drużyny przeciwnej mającego krążek jako ostatni, a tym ostatnim był Brodeur. Tym samym został on pierwszym bramkarzem, który zdobył gola dającego zwycięstwo. W sezonie NHL (2006/2007). pobił rekord zwycięstw bramkarzy w jednym sezonie – 48.
Na początku lipca 2012 roku, w wieku 40 lat, Brodeur przedłużył o dwa lata kontrakt z New Jersey Devils.
Od grudnia 2014 zawodnik St. Louis Blues. W trakcie sezonu NHL (2014/2015), w którym rozegrał 7 meczów, pod koniec stycznia 2015 ogłosił zakończenie kariery zawodniczej i dołączenie do administracji klubu St. Louis Blues.

## Kariera reprezentacyjna
Uczestniczył w turniejach Pucharu Świata 1996, 2004, mistrzostw świata w 1996, 2004 oraz na zimowych igrzyskach olimpijskich 1998, 2002, 2006 i 2010.

## Sukcesy

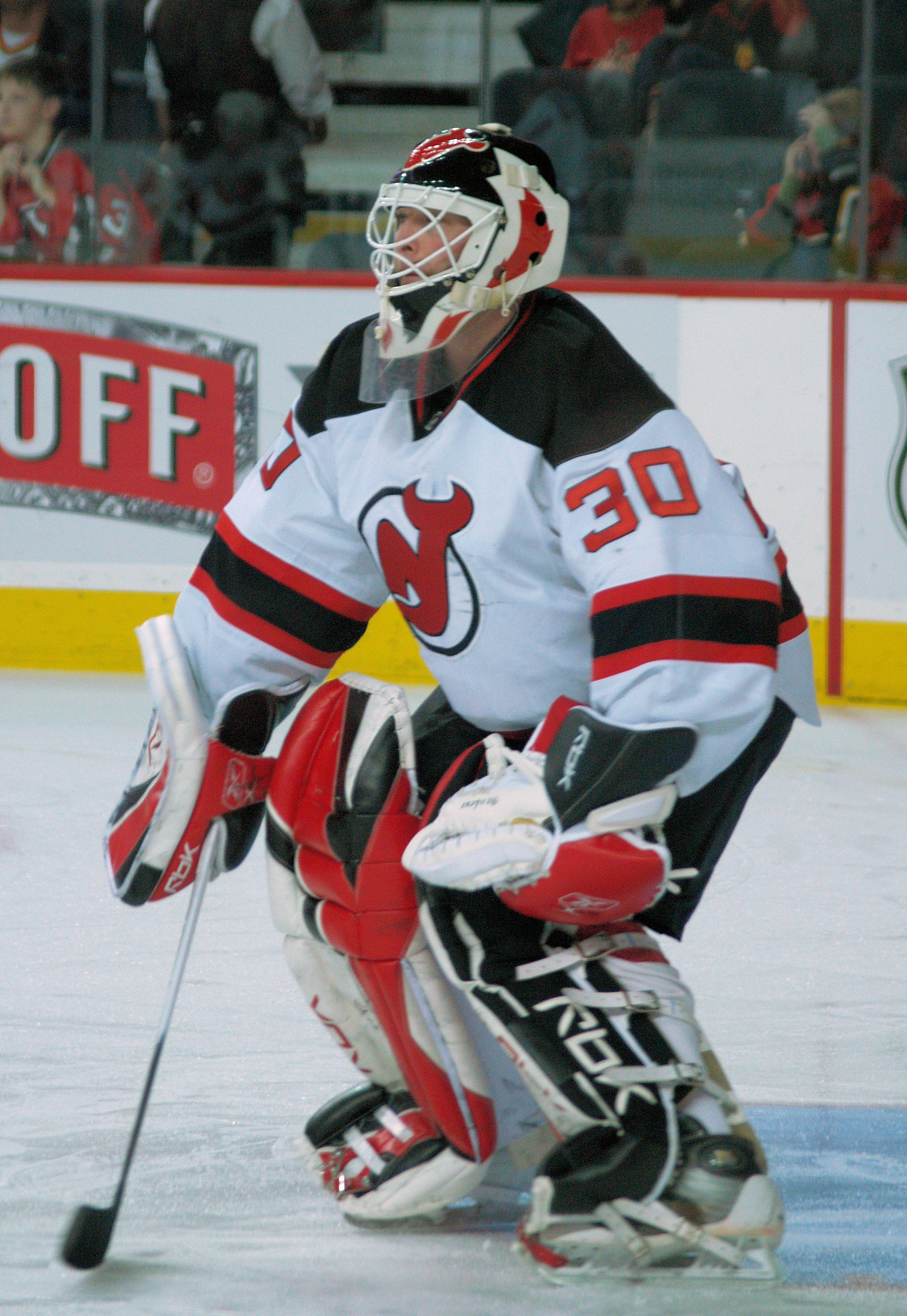
Martin Brodeur w barwach New Jersey Devils (2007)

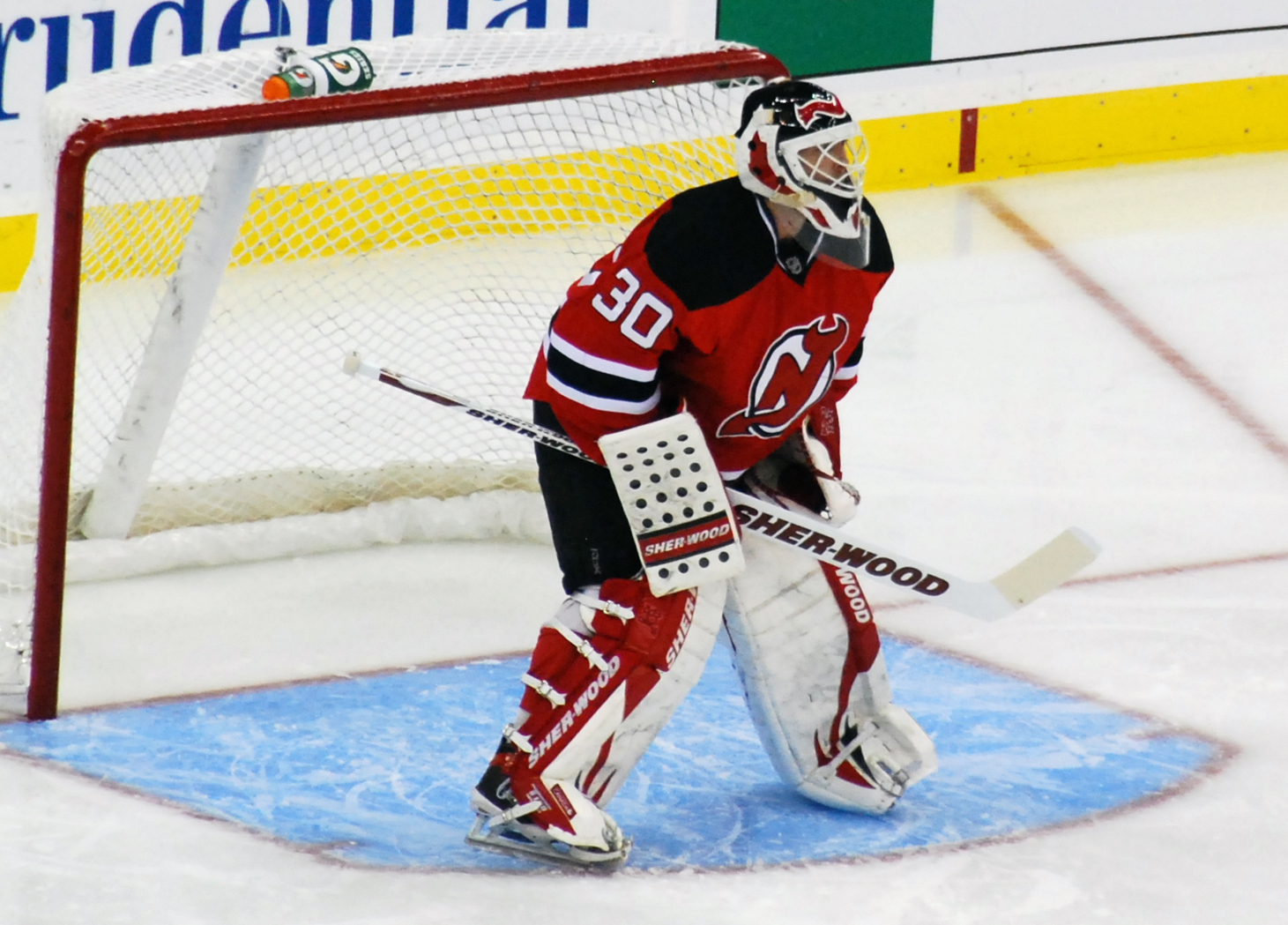
Martin Brodeur w barwach New Jersey Devils (2011)

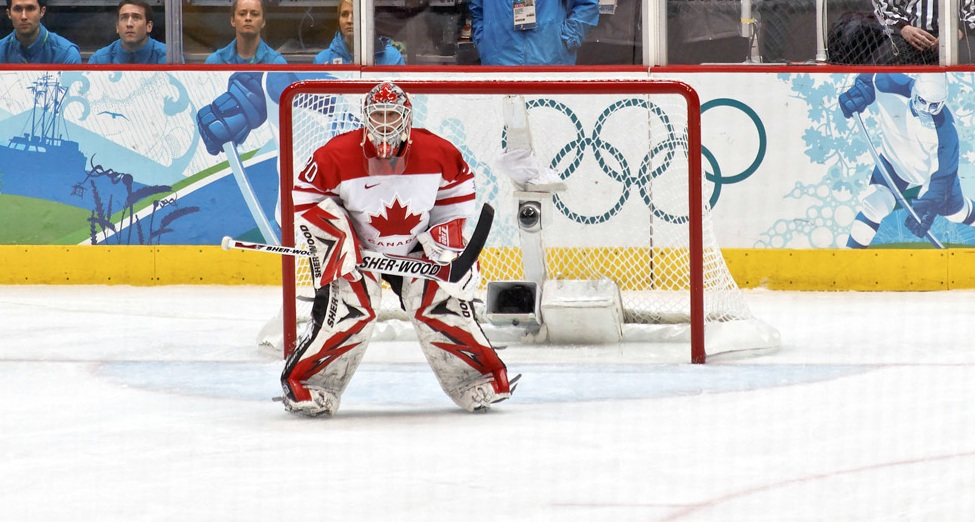
Martin Brodeur w barwach Kanady na ZIO 2010

Reprezentacyjne
- Srebrny medal mistrzostw świata: 1996. 2005
- Srebrny medal Pucharu Świata: 1996
- Złoty medal Pucharu Świata: 2004
- Złoty medal igrzysk olimpijskich: 2002, 2010

Klubowe
- Puchar Stanleya: 1995, 2000, 2003

z New Jersey Devils
- Prince of Wales Trophy: 1995, 2000, 2001, 2003, 2012 z New Jersey Devils
- Mistrzostwo konferencji NHL: 1995, 2000, 2001, 2003, 2012 z New Jersey Devils
- Mistrzostwo dywizji NHL: 1997, 1998, 1999, 2001, 2003, 2006, 2007, 2009, 2010 z New Jersey Devils

Indywidualne
- QMJHL 1991/1992:
  - Skład gwiazd
- NHL (1993/1994):
  - NHL All-Rookie Team
  - Calder Memorial Trophy
- NHL (1996/1997):
  - William M. Jennings Trophy
  - Drugi skład gwiazd
- NHL (1997/1998):
  - William M. Jennings Trophy
  - Drugi skład gwiazd
- NHL (2002/2003):
  - William M. Jennings Trophy
  - Trofeum Vezina
  - Pierwszy skład gwiazd
- NHL (2003/2004):
  - William M. Jennings Trophy
  - Trofeum Vezina
  - Pierwszy skład gwiazd
- Puchar Świata w Hokeju na Lodzie 2004:
  - Skład gwiazd turnieju
- NHL (2005/2006):
  - Drugi skład gwiazd
- NHL (2006/2007):
  - Trofeum Vezina
  - Pierwszy skład gwiazd
- NHL (2007/2008):
  - Trofeum Vezina
  - Drugi skład gwiazd
- NHL (2009/2010):
  - William M. Jennings Trophy

Wyróżnienia
- W 2015 klub New Jersey Devils postanowił zastrzec dla zawodników zespołu numer 30, z którym występował Brodeur[5].
- Hockey Hall of Fame: 2018[6]

## Statystyki

### Sezon zasadniczy
| Sezon   | Zespół            | Liga  | Mecze | Wygrane | Przegrane | Remisy | Minuty | GA   | SO | GAA  |
| ------- | ----------------- | ----- | ----- | ------- | --------- | ------ | ------ | ---- | -- | ---- |
| 1989-90 | Saint-Hyacinthe   | QMJHL | 42    | 23      | 13        | 2      | 2333   | 156  | 0  | 4.01 |
| 1990-91 | Saint-Hyacinthe   | QMJHL | 52    | 22      | 24        | 4      | 2946   | 162  | 2  | 3.30 |
| 1991-92 | Saint-Hyacinthe   | QMJHL | 48    | 27      | 16        | 4      | 2846   | 161  | 2  | 3.39 |
| 1991-92 | New Jersey        | NHL   | 4     | 2       | 1         | 0      | 179    | 10   | 0  | 3.35 |
| 1992-93 | Utica             | AHL   | 32    | 14      | 13        | 5      | 1952   | 131  | 0  | 4.03 |
| 1993-94 | New Jersey        | NHL   | 47    | 27      | 11        | 8      | 2625   | 105  | 3  | 2.40 |
| 1994-95 | New Jersey        | NHL   | 40    | 19      | 11        | 6      | 2184   | 89   | 3  | 2.45 |
| 1995-96 | New Jersey        | NHL   | 77    | 34      | 30        | 12     | 4434   | 173  | 6  | 2.34 |
| 1996-97 | New Jersey        | NHL   | 67    | 37      | 14        | 13     | 3838   | 120  | 10 | 1.88 |
| 1997-98 | New Jersey        | NHL   | 70    | 43      | 17        | 8      | 4128   | 130  | 10 | 1.89 |
| 1998-99 | New Jersey        | NHL   | 70    | 39      | 21        | 10     | 4239   | 162  | 4  | 2.29 |
| 1999-00 | New Jersey        | NHL   | 72    | 43      | 20        | 8      | 4312   | 161  | 6  | 2.24 |
| 2000-01 | New Jersey        | NHL   | 72    | 42      | 17        | 11     | 4297   | 166  | 9  | 2.32 |
| 2001-02 | New Jersey        | NHL   | 73    | 38      | 26        | 9      | 4347   | 156  | 4  | 2.15 |
| 2002-03 | New Jersey        | NHL   | 73    | 41      | 23        | 9      | 4374   | 147  | 9  | 2.02 |
| 2003-04 | New Jersey        | NHL   | 75    | 38      | 26        | 11     | 4554   | 154  | 11 | 2.03 |
| 2005-06 | New Jersey Devils | NHL   | 73    | 43      | 26        | 7      | 4364   | 187  | 5  | 2.57 |
| 2006-07 | New Jersey Devils | NHL   | 78    | 48      | 23        | 7      | 4697   | 171  | 12 | 2.18 |
| 2007-08 | New Jersey Devils | NHL   | 17    | 6       | 10        | 1      | 476    | 45   | 0  | 2.70 |
| RAZEM   | RAZEM             | RAZEM | 908   | 500     | 273       | 120    | 53049  | 1976 | 92 | 2.21 |

Statystyki z 18 listopada 2007

### Faza play-off
| Sezon     | Zespół            | Liga  | Mecze | Wygrane | Przegrane | Remisy | Minuty | GA  | SO | GAA  |
| --------- | ----------------- | ----- | ----- | ------- | --------- | ------ | ------ | --- | -- | ---- |
| 1989-90   | Saint-Hyacinthe   | QMJHL | 12    | 5       | 7         |        | 678    | 46  | 0  | 4.07 |
| 1990-91   | Saint-Hyacinthe   | QMJHL | 4     | 0       | 4         |        | 232    | 16  | 0  | 4.17 |
| 1991-92   | Saint-Hyacinthe   | QMJHL | 5     | 2       | 3         |        | 317    | 14  | 0  | 2.64 |
| 1991-92   | New Jersey Devils | NHL   | 1     | 0       | 1         |        | 32     | 3   | 0  | 5.62 |
| 1992-93   | Utica             | AHL   | 4     | 1       | 3         |        | 258    | 18  | 0  | 4.18 |
| 1993-94   | New Jersey Devils | NHL   | 17    | 8       | 9         |        | 1171   | 38  | 1  | 1.94 |
| 1994-95   | New Jersey Devils | NHL   | 20    | 16      | 4         |        | 1222   | 34  | 3  | 1.66 |
| 1996-97   | New Jersey Devils | NHL   | 10    | 5       | 5         |        | 659    | 19  | 2  | 1.72 |
| 1997-98   | New Jersey Devils | NHL   | 6     | 2       | 4         |        | 366    | 12  | 0  | 1.96 |
| 1998-99   | New Jersey Devils | NHL   | 7     | 3       | 4         |        | 425    | 20  | 0  | 2.89 |
| 1999-00   | New Jersey Devils | NHL   | 23    | 16      | 7         |        | 1450   | 39  | 2  | 1.61 |
| 2000-01   | New Jersey Devils | NHL   | 25    | 15      | 10        |        | 1505   | 52  | 4  | 2.07 |
| 2001-02   | New Jersey Devils | NHL   | 6     | 2       | 4         |        | 381    | 9   | 1  | 1.41 |
| 2002-03   | New Jersey Devils | NHL   | 24    | 16      | 8         |        | 1491   | 41  | 7  | 1.64 |
| 2003-04   | New Jersey Devils | NHL   | 5     | 1       | 4         |        | 297    | 13  | 0  | 2.61 |
| 2005-06   | New Jersey Devils | NHL   | 9     | 5       | 4         |        | 533    | 20  | 1  | 2.25 |
| 2006-2007 | New Jersey Devils | NHL   | 11    | 5       | 6         |        | 688    | 28  | 1  | 2.44 |
| RAZEM     | RAZEM             | RAZEM | 164   | 94      | 70        |        | 10221  | 328 | 22 | 1.92 |

## Życie osobiste
Martin i jego żona Melanie Dubois wzięli ślub w 1995 roku. Mają razem czwórkę dzieci: Anthony'ego, bliźniaków Williama i Jeremy'ego i córkę Annabelle Antoinette. Martin Brodeur i Melanie Dubois wzięli rozwód w 2003 roku. Jego ojciec Denis (ur. 1930) był, a jego synowie są hokeistami: Anthony (ur. 1995) bramkarzem, William (ur. 1996) i Jeremy (ur. 1996) napastnikami.